# John Friedmann (Schauspieler)

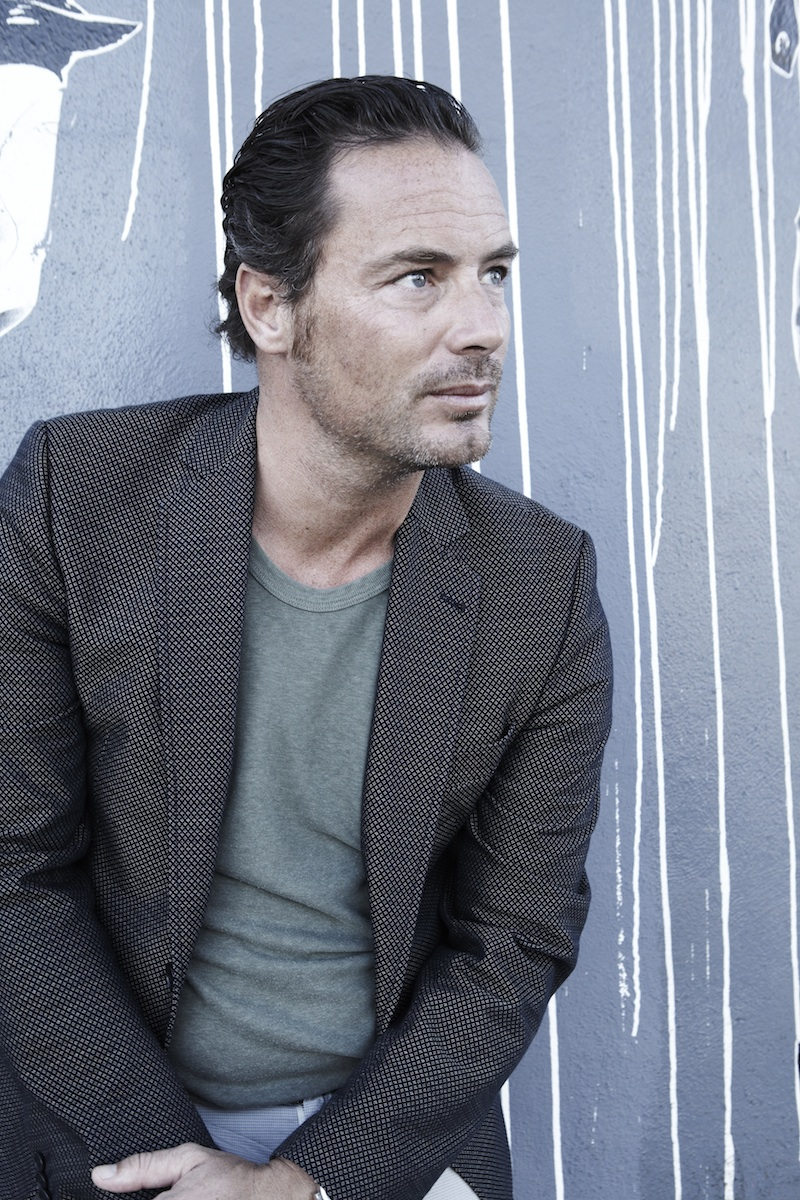
John Friedmann (2012)

John Friedmann (* 16. August 1971 in Frankfurt am Main) ist ein deutscher Schauspieler und Comedian. Bekannt wurde er zunächst unter dem Pseudonym Erkan Maria Moosleitner zusammen mit Florian Simbeck als Comedyduo Erkan und Stefan.

## Leben
Friedmann zog mit sechs Jahren nach Bad Tölz, wo er während seiner Jugend Mitglied im Tölzer Knabenchor war. In Ingolstadt machte er sein Abitur, absolvierte den Zivildienst und lernte Simbeck kennen. Friedmann studierte wie Simbeck in München, widmete sich dort der Architektur, was er auch als Vorteil für seine Medienkarriere sieht: „Beim Filmemachen ist das Architekturstudium natürlich auch hilfreich, wenn es um räumliches Denken geht, bei Kamerafahrten zum Beispiel oder beim Licht. Man hat dann schon ein Gefühl für so was.“
Der Künstlername „Erkan Maria Moosleitner“ ist nach seinen eigenen Angaben durch den Schauspieler Charles Muhamad Huber aus der ZDF-Krimiserie Der Alte sowie als Bezugnahme auf die „multikulturelle Gesellschaft“ inspiriert. Mehrere Jahre war er mit der Modedesignerin Marion Kleinert liiert. Während der Dreharbeiten zu dem Spielfilm Erkan und Stefan – Gegen die Mächte der Finsternis lernte er 2001 die Schauspielerin Bettina Zimmermann näher kennen. Inzwischen geht das frühere Paar jedoch getrennte Wege.
Friedmann lernte seinen Vater, den deutsch-amerikanischen Modefotografen André de Plessel, erst 2001 kennen. De Plessel war sein Sohn bis dahin unbekannt.
John Friedmann spielte die Hauptrolle in dem Spielfilm von Yasemin Şamdereli Ich Chef, du nix (2007), bei dem er, wie auch schon zuvor bei den Erkan- und Stefan-Filmen, am Drehbuch mitarbeitete. Von 15. Januar bis 1. März 2008 spielte er in der Düsseldorfer Komödie in dem Stück Männerhort neben Thomas Freitag, Hagen Henning und Stefan Reck. Im gleichen Jahr stand er mit Corey Feldman in der Produktion Lucky Fritz und mit Stephen Baldwin in Shoot the Duke vor der Kamera. In dem Holocaust-Drama Wunderkinder der Berliner Produzenten Artur und Alice Brauner, das im Herbst 2011 im Kino zu sehen war, spielte Friedmann einen SS-Sturmbannführer.
Seit einigen Jahren wirkt Friedmann auch in diversen Fernsehproduktionen mit.
Am 1. Juni 2012 erschien sein erster Roman Flaschendrehen Furioso bei Droemer Knaur, am 2. Februar 2015 sein zweiter Das Blaue vom Himmel.
Seit Anfang 2017 ist Friedmann einer der Redeführer der Bewegung Pulse of Europe in München.
Friedmann und Florian Simbeck betreiben den Kanal ErkanUndStefan auf dem Online-Live-Streaming-Portal Twitch. Zu Anfang Juli 2025 verzeichnete ihr Kanal mehr als 60.000 Follower.

## Filmografie

### Darsteller
- 2000: Erkan & Stefan
- 2002: Erkan und Stefan – Gegen die Mächte der Finsternis
- 2002–2004: Headnut.tv
- 2005: Erkan & Stefan in Der Tod kommt krass
- 2005–2013: Die Rosenheim-Cops
  - 2005: Schwarze Ikonen
  - 2008: Jung, schön, fit und tot
  - 2010: Um ein Haar
  - 2013: Die Tote in der Kiste
- 2007: Ich Chef, du nix
- 2007–2017: SOKO München
  - 2007: Schattenseiten
  - 2014: Flammende Herzen
  - 2017: Letzte Fahrt
- 2008: Tierärztin Dr. Mertens
- 2008: Meine Mutter, mein Bruder und ich!
- 2009: Lucky Fritz
- 2009: Shoot the Duke
- 2009: Faktor 8 – Der Tag ist gekommen
- 2009: Kreuzfahrt ins Glück: Bermuda
- 2009: So ein Schlamassel
- 2010: Doctor’s Diary (Cameoauftritt)
- 2010: Ein Fall für Zwei – Täter und Opfer
- 2011: Wunderkinder
- 2011: Inga Lindström: Frederiks Schuld
- 2012: Heiter bis tödlich: München 7 – Deeskalation
- 2012: Mission Housemen (Internet-Sitcom)
- 2013: Notruf Hafenkante – Der Schein trügt
- 2014: Heldt – Die zersägte Jungfrau (Staffel 2, Folge 9)
- 2014: Hubert und Staller – Mord nach Art des Hauses
- 2015: Der Alte – Tödlicher Verrat
- 2016: Kommissar Pascha (1. Folge)
- 2017: Rosamunde Pilcher: Nie wieder Klassentreffen
- 2018: Schwarzach 23 und der Schädel des Saatans
- 2021: Mich hat keiner gefragt
- 2022: Aktenzeichen XY ungelöst vom 13. April 2022 (Überfallopfer)
- 2024: Aktenzeichen XY ungelöst vom 11. September 2024 (Ermittler)

### Synchronarbeiten (Auswahl)

#### Filme
- 2001: Reni Santoni als Ratte #1 in Dr. Dolittle 2
- 2003: Roger Carel als Asterix in Asterix in Amerika
- 2003: Eric Bana als Hammer (Anchor) in Findet Nemo
- 2003: Pepe Viyuela als Jeff Smart in Clever & Smart
- 2004: Asterix in Amerika (alternative Tonspur)
- 2011: Max Wrottesley als Zugführer in Hugo Cabret

#### Serien
- 2011: Robert Sterne als Page in Königsmund in Game of Thrones
- 2012–2015: Dan Ahdoot als Falafel Phil in Karate-Chaoten
- 2015: J.R. Ramirez als Ted Grant in Arrow
- 2015: Walik Dozier / Roderick Rodriguez als DJ/EMT in Power
- 2016: Hrach Titizian als Det. Hamo Petrossian in Bosch
- 2016: Takuma Nagatsuka / Hiroyuki Yoshino als Lacus Welt / Seishirou Hiiragi in Seraph of the End
- 2017: Mike Klemak als Gruppenleiter in Arrow

#### Videospiel
- 2003: Findet Nemo – Abenteuer unter Wasser als Hammer

#### TV-Show
- 2023: Forsthaus Rampensau Germany, 4 Folgen